# Amália Barros
Amália Scudeler de Barros Santos (Mogi Mirim, 22 de marzo de 1985 – São Paulo, 12 de mayo de 2024) fue una periodista, activista, y política brasileña.
En la Cámara de Diputados en Brasilia, ejerció brevemente como diputada federal tras ser elegida en las elecciones estatales de Brasil de 2022 por el Partido Liberal (PL) del estado de Mato Grosso, participando en comisiones de Defensa de los Derechos de las Personas con Discapacidad, Derechos de las Mujeres y en temas relacionados con la Educación.
Graduada en periodismo, fundó en 2021 el Instituto Amália Barros, que se dedica a campañas benéficas de donación de prótesis oculares y asistencia a personas monoculares. También fue impulsora de la Ley 14.126/2021, que reconoce la visión monocular como discapacidad sensorial en Brasil.

## Trayectoria
Amália Barros nació en Mogi Mirim, siendo la hija menor de Bino Barros y Maria Helena, con un hermano seis años mayor que ella. Se graduó en periodismo y comenzó su carrera como productora en el Grupo Bandeirantes de Comunicación.
En 2006, a los 20 años de edad, sufrió una infección ocular debido a la toxoplasmosis que resultó en la pérdida de visión de su ojo izquierdo. Amália pasó por 15 cirugías en un intento por restaurar su visión, sin éxito, y posteriormente desarrolló hepatitis medicamentosa debido al tratamiento de estas cirugías oculares. En 2016, optó por la extracción de su ojo izquierdo y su reemplazo por una prótesis ocular.
Al constatar la falta de reconocimiento por parte del gobierno brasileño hacia las personas con visión monocular, Amália buscó el respaldo de Jair Bolsonaro, entonces presidente, para que a nivel federal se instituyera el reconocimiento de la condición de las personas monoculares como discapacidad sensorial, sancionada el 23 de marzo de 2021 y promulgada bajo el nombre de Ley 14.126/2021.
Durante el mismo año, Amália fundó el Instituto Amália Barros, actualmente denominado Instituto Nacional de la Persona con Visión Monocular, el cual opera mediante donaciones ofreciendo apoyo a individuos con esta condición, incluyendo la provisión de prótesis oculares para aquellos que carecen de recursos financieros para adquirirlas. Amália publicó también en 2021 su autobiografía titulada Se Enxerga!: Transforme desafios em grandes oportunidades para você e outras pessoas, donde relata su historia personal y las motivaciones que la inspiran a defender los derechos de las personas con visión monocular.
En las elecciones de 2022, Amália Barros se presentó como candidata a diputada federal por el Partido Liberal (PL) y resultó ganadora con 70,294 votos, representando al estado de Mato Grosso.

## Muerte
A principios de mayo de 2024, Amália fue sometida a una operación para extirpar un nódulo en el páncreas. En los días siguientes, su situación se complicó, lo que la llevó a ser trasladada a la Unidad de Cuidados Intensivos del hospital donde estaba internada en São Paulo. Tras cuatro intervenciones quirúrgicas, no logró recuperarse y falleció el 12 de mayo de 2024. Amália no tuvo hijos y dejó viudo a su esposo.

## Obras
- 2021: Se Enxerga! : Transforme desafios em grandes oportunidades para você e outras pessoas.[8]